# Torneo de Estrasburgo 2022
El Internationaux de Strasbourg 2022 fue un torneo profesional de tenis en canchas de arcilla. Fue la 36.ª edición del torneo que formará parte de la WTA Tour 2022. Se llevó a cabo en Estrasburgo (Francia) desde el 15 hasta 21 de mayo de 2021.

## Distribución de puntos
| Modalidad           | Campeona | Finalista | Semifinales | Cuartos de final | 2ª ronda | 1ª ronda | Clasificadas | 2ª ronda de clasificación | 1ª ronda de clasificación |
| Individual femenino | 280      | 180       | 110         | 60               | 30       | 1        | 18           | 12                        | 1                         |
| Dobles femenino     | 280      | 180       | 110         | 60               | 1        | -        | -            | -                         | -                         |

## Cabezas de serie

### Individuales femenino
| Tenista           | Ranking | Preclasificada |
| Karolína Plíšková | 8       | 1              |
| Angelique Kerber  | 22      | 2              |
| Sorana Cirstea    | 27      | 3              |
| Elise Mertens     | 33      | 4              |
| Shuai Zhang       | 41      | 5              |
| Sloane Stephens   | 53      | 6              |
| Magda Linette     | 56      | 8              |
| Viktorija Golubic | 60      | 9              |

- Ranking del 15 de mayo de 2022.[2]

### Dobles femenino
| Tenista                      | Ranking | Preclasificada |
| Lucie Hradecká Sania Mirza   | 52      | 1              |
| Shuko Aoyama Hao-Ching Chan  | 54      | 2              |
| Yifan Xu Zhaoxuan Yang       | 69      | 3              |
| Latisha Chan Samantha Stosur | 79      | 4              |

## Campeonas

### Individual femenino
Angelique Kerber venció a  Kaja Juvan por 7-6(5), 6-7(0), 7-6(5)

### Dobles femenino
Daria Gavrilova /  Nicole Melichar vencieron  Lucie Hradecká /  Sania Mirza por 5-7, 7-5, [10-6]